# Дорожній затор

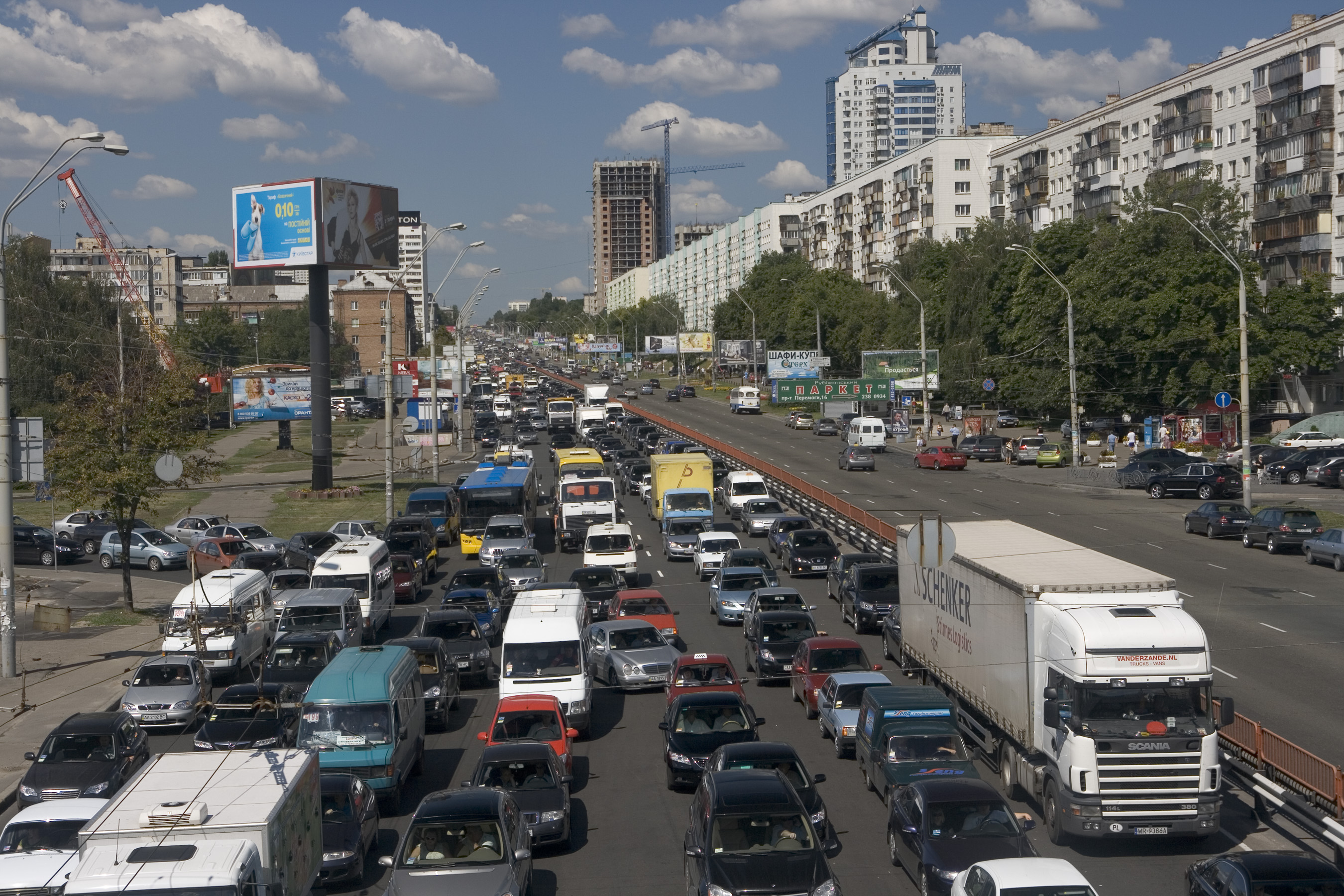
Дорожній затор на проспекті Берестейському в Києві

Доро́жній зато́р, заст. за́пин; розм. дорожній корок, дорожня пробка — стан транспортної мережі, що характеризується істотним зменшенням пропускної спроможності, збільшенням часу на переїзди та подовженням черг. Затори на міських дорожніх мережах значно зросли з 1950-х років. Коли попит на трафік настільки великий, що взаємодія між транспортними засобами сповільнює швидкість транспортного потоку, це призводить до певних заторів. Хоча затори можливі для будь-якого виду транспорту, ця стаття буде зосереджена на автомобільних заторах на дорогах загального користування. Стосовно до Автомобільного транспорту, дорожній затор — стан на дорозі, коли пропускна спроможність автомобільних шляхів або їх перетинів менша за необхідну.
Математично трафік моделюється як потік через фіксовану точку на маршруті, аналогічно динаміці рідин.

## Причини

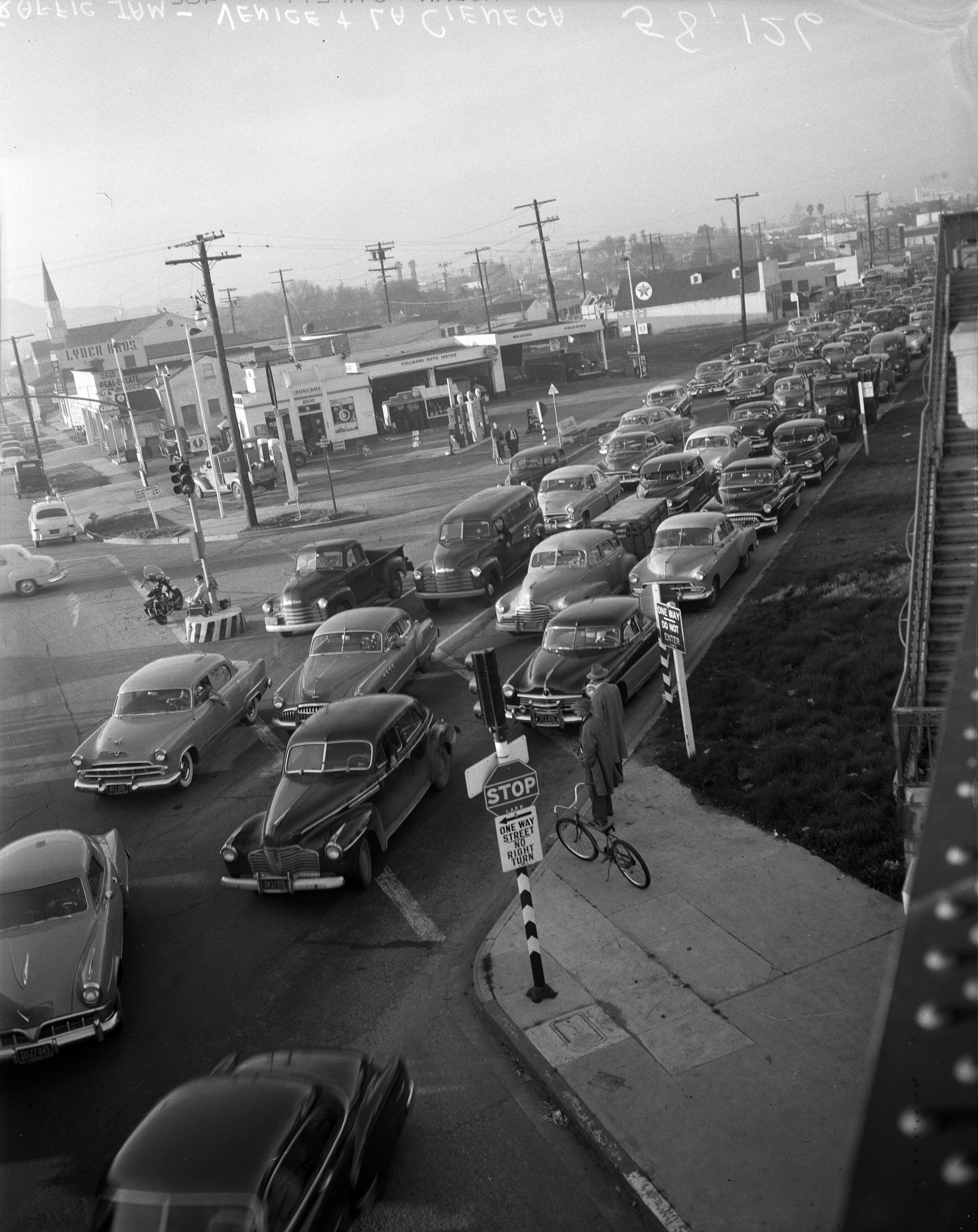
Затор у Лос-Анжелесі, 1953 рік

Затори на дорозі виникають, коли обсяг транспорту створює попит на простір, що перевищує наявну пропускну здатність; цей момент зазвичай називають насиченням. Декілька конкретних обставин можуть викликати або посилювати затори; більшість із них зменшують пропускну спроможність дороги в даній точці чи на певній довжині або збільшують кількість транспортних засобів, необхідних для певної кількості людей чи вантажів. Близько половини заторів у США повторюються, і це пояснюється величезною кількістю транспорту; більша частина решти обставин пояснюється дорожніми інцидентами, дорожніми роботами та погодними явищами. З точки зору роботи дорожнього руху, опади зменшують пропускну спроможність і робочу швидкість, що призводить до збільшення заторів і втрати продуктивності дорожньої мережі.
Дослідження дорожнього руху все ще не можуть повністю передбачити, за яких умов може раптово виникнути затор (на відміну від інтенсивного, але рівномірного руху). Було виявлено, що окремі інциденти (такі як аварії або навіть сильне гальмування одного автомобіля в раніше плавному русі) можуть спричинити ефект хвилі (каскадний збій), який потім поширюється та створює тривалий затор, коли в іншому випадку нормальний потік міг тривати ще деякий час.

### Розділення робочої та житлової зон
Люди часто працюють і живуть у різних частинах міста. Місця роботи часто розташовані далеко від житлових районів, що призводить до того, що людям потрібно добиратися на роботу. Відповідно до звіту 2011 року, опублікованого Бюро перепису населення США, загалом 132,3 мільйона людей у Сполучених Штатах щодня їздять на роботу з неї.

### Переміщення з метою отримання або надання товарів і послуг
Людям може знадобитися пересуватися в межах міста, щоб отримати товари та послуги, наприклад, щоб придбати товари або відвідати заняття в іншій частині міста. Брюссель, бельгійське місто з сильною економікою сфери послуг, має одні з найгірших заторів у світі, у 2014 році втрачено 74 години в пробках.

### Математичні теорії
Деякі транспортні інженери намагалися застосувати правила динаміки рідини до транспортного потоку, порівнюючи його з потоком рідини в трубі. Моделювання заторів і спостереження в режимі реального часу показали, що в інтенсивному, але вільному русі затори можуть виникати спонтанно, викликані незначними подіями («ефект метелика»), наприклад, різким маневром керма одним водієм. Дорожники порівнюють таку ситуацію з раптовим замерзанням переохолодженої рідини.
Однак, на відміну від рідини, на транспортний потік часто впливають сигнали або інші події на перехрестях, які періодично впливають на плавний рух транспорту. Існують альтернативні математичні теорії, такі як теорія трифазного руху Бориса Кернера (див. також просторово-часову реконструкцію заторів).
Через погану кореляцію між теоретичними моделями та реальними спостережуваними транспортними потоками транспортні планувальники та інженери автомобільних доріг намагаються прогнозувати транспортні потоки за допомогою емпіричних моделей. Їх робочі моделі трафіку зазвичай використовують комбінацію макро-, мікро- та мезоскопічних характеристик і можуть додавати матричні ентропійні ефекти шляхом «взводу» груп транспортних засобів і рандомізації моделей потоків в окремих сегментах мережі. Потім ці моделі, як правило, калібруються шляхом вимірювання фактичних потоків трафіку на каналах у мережі, а базові потоки відповідно коригуються.
Команда математиків Массачусетського технологічного інституту розробила модель, яка описує утворення «фантомних заторів», у яких невеликі перешкоди (водій надто різко натискає на гальма або наближається занадто близько до іншої машини) під час інтенсивного руху можуть посилюватися до повного затору. Ключовим для дослідження є усвідомлення того, що математика таких заторів, які дослідники називають «джамітонами», разюче схожа на рівняння, які описують детонаційні хвилі, створені вибухами, говорить Аслан Касімов, викладач кафедри математики Массачусетського технологічного інституту. Це відкриття дозволило команді розв’язати рівняння пробок, які вперше були сформульовані в 1950-х роках.

### Економічні теорії
Перевантажені дороги можна розглядати як приклад трагедії спільного. Оскільки дороги в більшості місць вільні на місці використання, у водіїв є незначний фінансовий стимул не використовувати їх надмірно, аж до моменту, коли рух не зупиняється через затор, коли попит стає обмеженим альтернативною вартістю. Приватизація автомобільних доріг і ціноутворення на дороги були запропоновані як заходи, які можуть зменшити затори за допомогою економічних стимулів і стримуючих факторів . Затори також можуть виникати через одноразові події на шосе, як-от аварії або дорожні роботи, які можуть знизити пропускну здатність дороги нижче нормального рівня.
Економіст Ентоні Даунс стверджує, що затори в години пік неминучі через переваги відносно стандартного робочого дня. У капіталістичній економіці товари можна розподіляти або за ціноутворенням (платоспроможність), або за чергою (першим прийшов, першим обслужено); перевантаження є прикладом останнього. Замість традиційного рішення зробити «трубу» достатньо великою, щоб задовольнити загальний попит на поїздки автомобілями в годину пік (рішення з боку пропозиції), або шляхом розширення доріг, або збільшення «тиску потоку» за допомогою автоматизованих систем магістралі, Даунс виступає за більшу використання дорожніх тарифів для зменшення заторів (рішення з боку попиту, ефективне нормування попиту), у свою чергу, спрямовуючи отримані від цього доходи на проекти громадського транспорту.
Дослідження 2011 року в The American Economic Review показує, що може існувати «фундаментальний закон заторів на дорогах». Дослідники з Університету Торонто та Лондонської школи економіки проаналізували дані Системи моніторингу та ефективності автомобільних доріг США за 1983, 1993 та 2003 роки, а також інформацію про населення, зайнятість, географію, транзит і політичні фактори. Вони визначили, що кількість пройдених авто-кілометрів (VKT) збільшується прямо пропорційно доступним кілометрам смуг доріг. Мається на увазі, що будівництво нових доріг і розширення існуючих призводить лише до додаткового трафіку, який продовжує зростати, доки пік заторів не повернеться до попереднього рівня.

## Затори в Києві
За прогнозами транспортних експертів, до 2025 року середньостатистичний киянин витрачатиме на дорогу в офіс і назад додому 4 години.
Станом на 2022 рік, Київ посів 3 місце у світі в рейтингу заторів, за даними нідерландської компанії TomTom. В середньому, поїздки киян тривають на 56 % довше, ніж могли б тривати на порожніх дорогах. Роком раніше цей показник становив 51 %.
У рейтингу за 2019 рік Київ посідав 12 місце, у 2018 році — 13-е місце, у 2017 році — 14-е місце.

## Затори в інших містах України
Станом на 2022 рік, Одеса посіла шосте місце у світовому рейтингу заторів (51 % затримки в середньому), Харків — 12-е місце у світі (46 %), Дніпро — 25-е місце (40 %). У рейтингу 2021 року ці міста посіли 11-е, 13-е та 22-е місце відповідно.

## Негативні наслідки
Затори на дорогах мають ряд негативних наслідків:
- Різке зниження пропускної здатності дороги

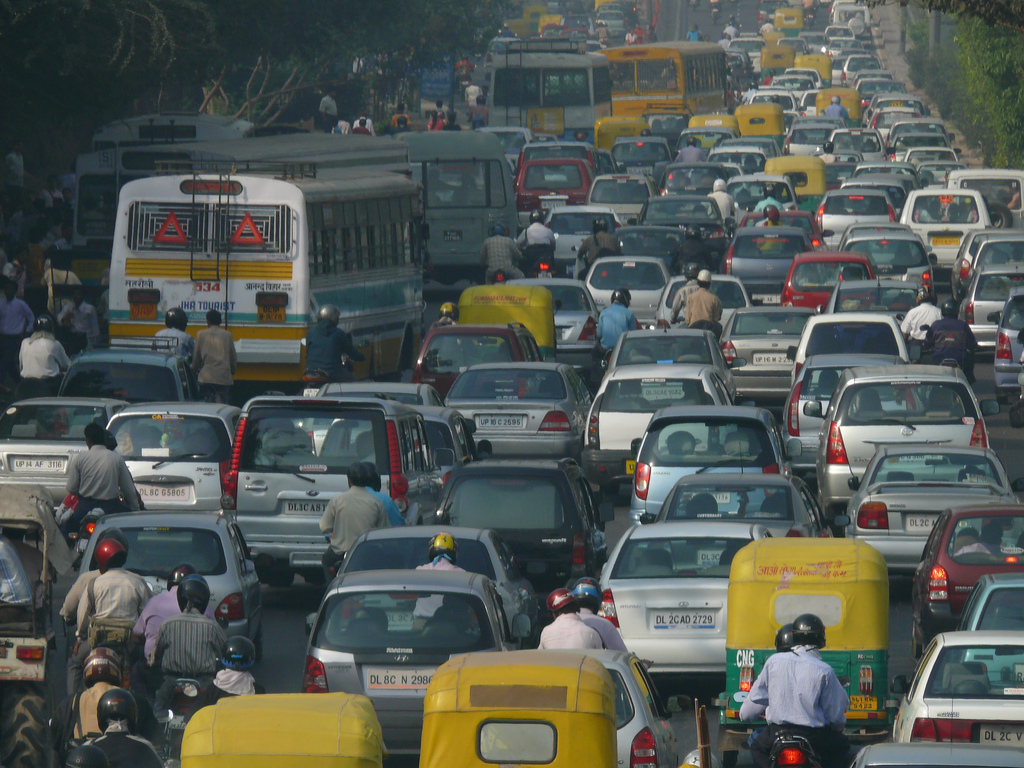
Економічне зростання Індії призвело до значного збільшення кількості приватних транспортних засобів на її дорогах, що переважає транспортну інфраструктуру. На фото затор у Делі.

- Економічне зростання Індії призвело до значного збільшення кількості приватних транспортних засобів на її дорогах, що переважає транспортну інфраструктуру. На фото затор у Делі.Марна трата часу автомобілістів і пасажирів («альтернативна вартість»). Будучи непродуктивною діяльністю для більшості людей, затори погіршують економічне здоров’я регіону.
- Затримки, які можуть призвести до запізнення на роботу, зустрічі та навчання, що призведе до втрати бізнесу, дисциплінарних стягнень або інших особистих втрат.
- Надзвичайні ситуації: заблокований рух може перешкоджати проїзду транспортних засобів швидкої допомоги, які прямують до місць призначення, де вони терміново потрібні.
- Неможливість точно спрогнозувати час у дорозі, що призводить до того, що водії виділяють більше часу на поїздку «про всяк випадок» і менше часу на продуктивну діяльність.
- Витрачене паливо збільшує забруднення повітря та викиди вуглекислого газу внаслідок збільшення холостого ходу, прискорення та гальмування.
- Зношення транспортних засобів у результаті простою в русі та частих прискорень і гальмувань, що призводить до більш частого ремонту та заміни.
- Стресовані та розчаровані автомобілісти, що більш схильні до агресивних дій на дорозі та погіршення стану здоров’я.
- Побічний ефект від перевантажених головних артерій до другорядних доріг і бічних вулиць, коли намагаються пройти альтернативні маршрути, що може вплинути на комфортність району та ціни на нерухомість.
- Збільшення шуму
- Вища ймовірність зіткнень через малі відстані і постійні зупинки та рушання.

### Дорожна лють

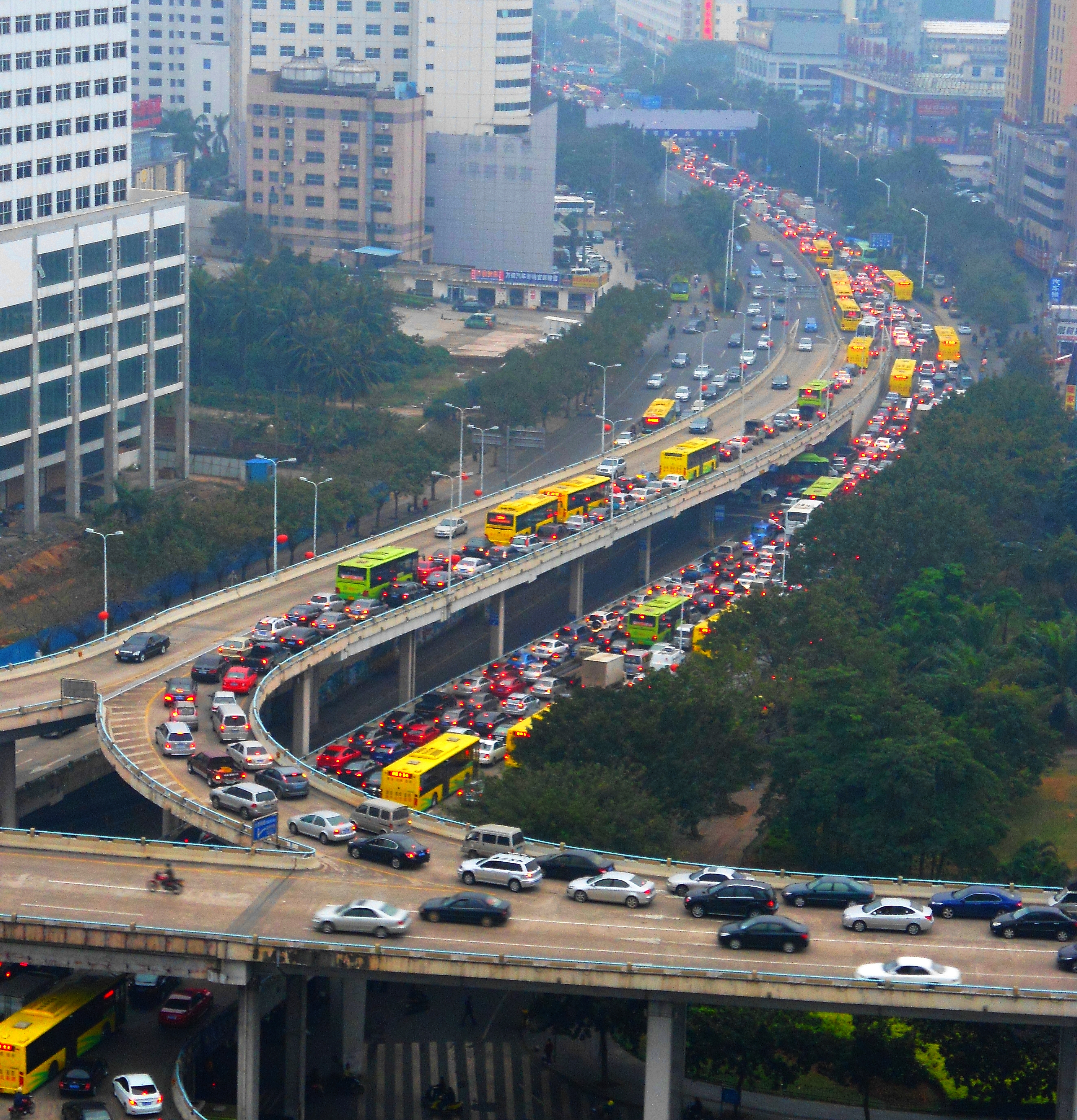
Швидке економічне зростання в Китаї призвело до значного збільшення кількості приватних транспортних засобів у великих містах. На фото затор у центрі міста Хайкоу, провінція Хайнань, Китай.

Дорожна лють — це агресивна або роздратована поведінка водія автомобіля чи іншого транспортного засобу. Така поведінка може включати грубі жести, словесні образи, навмисне керування автомобілем у небезпечний або погрозливий спосіб або погрози. Безлад на дорозі може призвести до сварок, нападів і зіткнень, що призведе до травм і навіть смерті. Це можна розглядати як крайній випадок агресивного водіння.

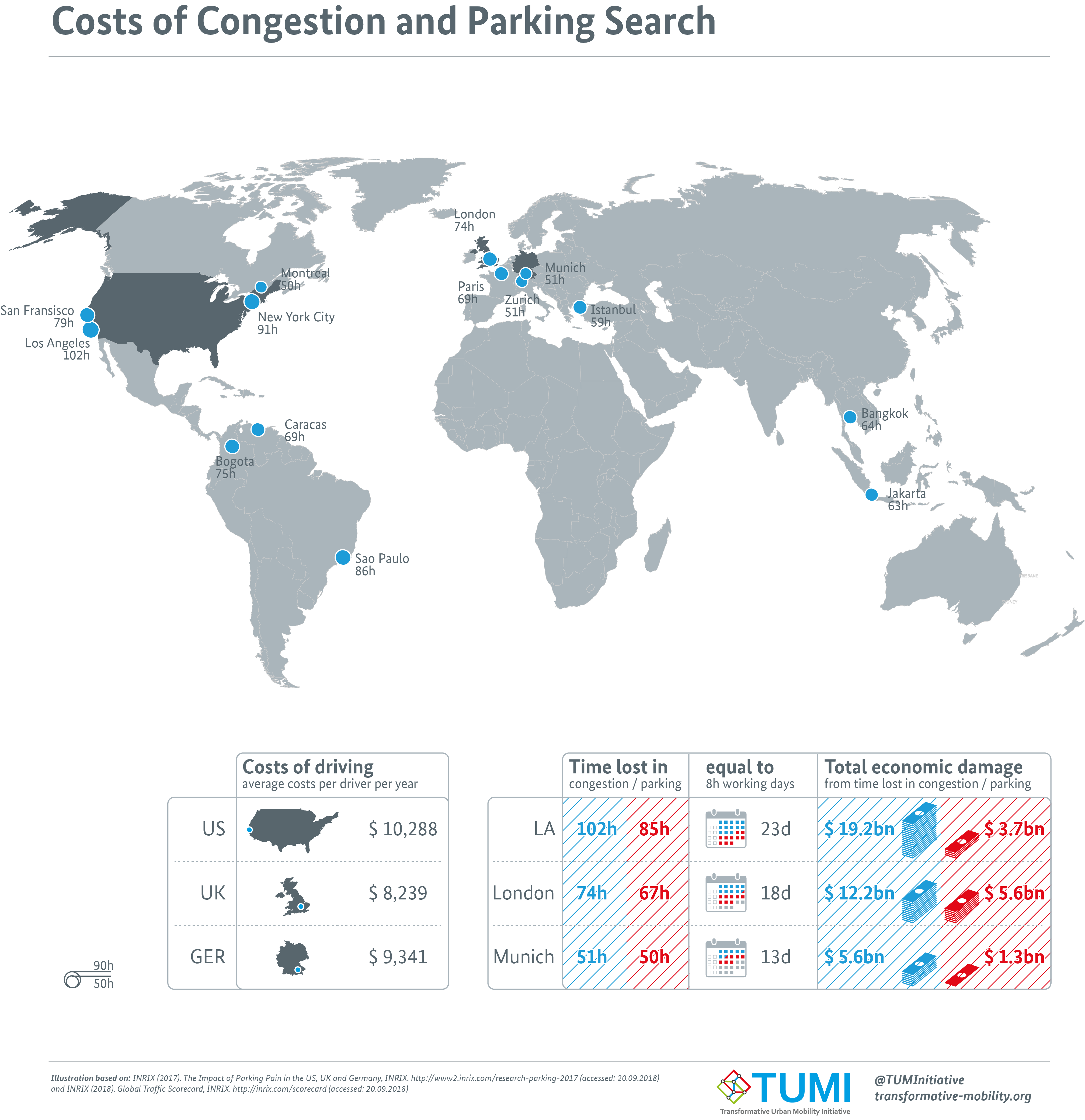
Витрати на затори та пошук паркувальних місць

Термін виник у Сполучених Штатах у 1987–1988 роках (зокрема, від Newscasters на KTLA, місцевій телевізійній станції), коли на автострадах 405, 110 та 10 у Лос-Анджелесі, Каліфорнія, сталася серія стрілянин. Це стало причиною появи спеціальної інструкції від місцевого автоклубу до своїх членів про те, як реагувати на водіїв, які проявляють гнів на дорозі або агресивні маневри та жести.

### Економічні втрати
| Країна чи регіон | Втрати, млрд дол. США | Примітки |
| ---------------- | --------------------- | -------- |
| США              | $305                  | [ 21 ]   |
| Велика Британія  | $52.01                | [ 22 ]   |
| Нью-Йорк         | $33.7                 |          |
| Лос-Анджелес     | $19.2                 | [ 23 ]   |
| Маніла           | $18.615               | [ 24 ]   |
| Бангладеш        | $11.4                 | [ 25 ]   |
| Сан-Франциско    | $10.6                 |          |
| Атланта          | $7.1                  |          |
| Джакарта         | $5                    | [ 26 ]   |
| Дакка            | $4.463                | [ 27 ]   |
| Велике Торонто   | $3.3                  | [ 28 ]   |

## Позитивні наслідки
Затори спонукають автомобілістів змінювати час своїх поїздок, щоби більш ефективно витрачати свій час. Це також може заохочувати мандрівників вибирати альтернативні види транспорту з меншою залежністю від заторів, такі як громадський транспорт або велосипед.
Було стверджено, що затори на дорогах, зменшуючи швидкість доріг у містах, можуть зменшити частоту та тяжкість дорожніх аварій. Останні дослідження показують, що існує U-подібна крива між кількістю аварій і потоком транспорту, що свідчить про те, що більше аварій трапляється не лише під час великих заторів, але й коли на дорозі дуже мало транспортних засобів.

## Контрзаходи

### Вдосконалення дорожньої інфраструктури
- Збільшення пропускної здатності доріг є стандартною реакцією на затори, можливо, шляхом розширення існуючої дороги або додавання нової дороги, мосту чи тунелю. Однак практика показала, що це призводить до залучення більшого трафіку, інакше відомого як індукований попит. Результатом може стати збільшення заторів на самій розширеній артерії або на допоміжних дорогах.[32] У подібному ключі Парадокс Бреса показує, що збільшення пропускної здатності доріг може погіршити затори, навіть якщо попит не збільшиться. У своїй статті «Закон заторів на швидкісних дорогах у годину пік», опублікованій у 1962 році, Ентоні Даунс сформулював це явище як «закон»: «на міських швидкісних магістралях затори в години пік зростають, щоб досягти максимальної пропускної здатності».[33]
- Вдосконалення перехресть
- Смуги громадського транспорту

### Міське планування та дизайн
Практики міського планування та міського проектування можуть мати величезний вплив на рівень майбутньої завантаженості транспорту, хоча вони мають обмежене значення для короткострокових змін.
- Сітчасте планування включає злиту геометрію мережі доріг, а не деревоподібну топологію мережі, яка розгалужується на тупики (які зменшують місцевий трафік, але збільшують загальну пройдену відстань і перешкоджають ходити пішки через зменшення зв’язку). Це дозволяє уникнути концентрації руху на невеликій кількості магістралей і дозволяє здійснювати більше поїздок без автомобіля.
- Закони про зонування, які заохочують багатофункціональну забудову, що зменшує відстані між житловими, комерційними, торговельними та рекреаційними напрямками, а також заохочує велосипедні та піші прогулянки. Частка велосипедного транспорту тісно пов’язана з наявністю місцевої велосипедної інфраструктури.[34]
- Міста без автомобілів, міста з обмеженим використанням автомобілів та екологічні міста, створені для того, щоб усунути потребу подорожувати на автомобілі для більшості мешканців.[35][36]
- Транзитно-орієнтована забудова – це житлові та комерційні райони, призначені для максимального доступу до громадського транспорту шляхом надання транзитної станції або зупинки (вокзал, станція метро, трамвайна або автобусна зупинка).

### Попит і пропозиція
Затори можна зменшити або збільшенням пропускної здатності доріг (пропозиція), або зменшенням трафіку (попит). Пропускну здатність можна збільшити кількома способами, але необхідно враховувати прихований попит, інакше вона може бути використана сильніше, ніж очікувалося. Критики підходу збільшення пропускної здатності порівнюють його з «боротьбою з ожирінням, витягнувши пояс» (спричинення попиту, якого раніше не існувало). Наприклад, коли створюються нові смуги, домогосподарства з другою машиною, яка раніше була припаркована більшу частину часу, можуть почати використовувати цю другу машину для поїздок на роботу й назад. Зменшення пропускної спроможності доріг, у свою чергу, засуджено як те, що позбавляє свободи вибору, а також збільшує витрати на поїздки та час, створюючи особливо великий тягар для мешканців із низьким рівнем доходу, яким доводиться їздити на роботу.
Збільшення пропозиції може включати:
- Збільшення пропускної здатності у вузьких місцях (наприклад, шляхом додавання більше смуг за рахунок жорстких узбіч чи зон безпеки, або шляхом усунення місцевих перешкод, таких як опори мостів і розширення тунелів)
- Додавання більшої пропускної здатності по всьому маршруту (зазвичай шляхом додавання додаткових смуг)
- Створення нових маршрутів
- Покращення керування трафіком (див. окремий розділ нижче)

Зниження попиту може включати:
- Обмеження паркування, що робить використання автомобіля менш привабливим через збільшення грошових і негрошових витрат на паркування, запроваджуючи більшу конкуренцію за обмежений простір у місті чи на дорозі.[39] Більшість експертів з транспортного планування сходяться на думці, що безкоштовне паркування спотворює ринок на користь подорожей автомобілями, посилюючи затори.[40][40]
- Засоби паркування та проїзду, які дозволяють паркуватися на відстані та дозволяють продовжувати рух на громадському транспорті або спільному користуванні. Автомобільні стоянки Park and Ride зазвичай можна знайти на станціях метро, в’їздах на автостради в передмістях і на околицях невеликих міст.
- Зменшення пропускної спроможності доріг для переналаштування руху на інші види транспорту. Методи включають заспокоєння трафіку та концепцію спільного простору.
- Плата за дорогу, стягнення плати за доступ до дороги/конкретної ділянки в певний час, рівень заторів або для певних учасників дорожнього руху

## Доречність вживання слів «корок» та «пробка» в українській мові
Професор Олександр Пономарів стверджує, що вживання слова корок для позначення дорожніх затинів є цілком прийнятне, однак засуджує використання слова пробка.